# Turnês de Kelly Key

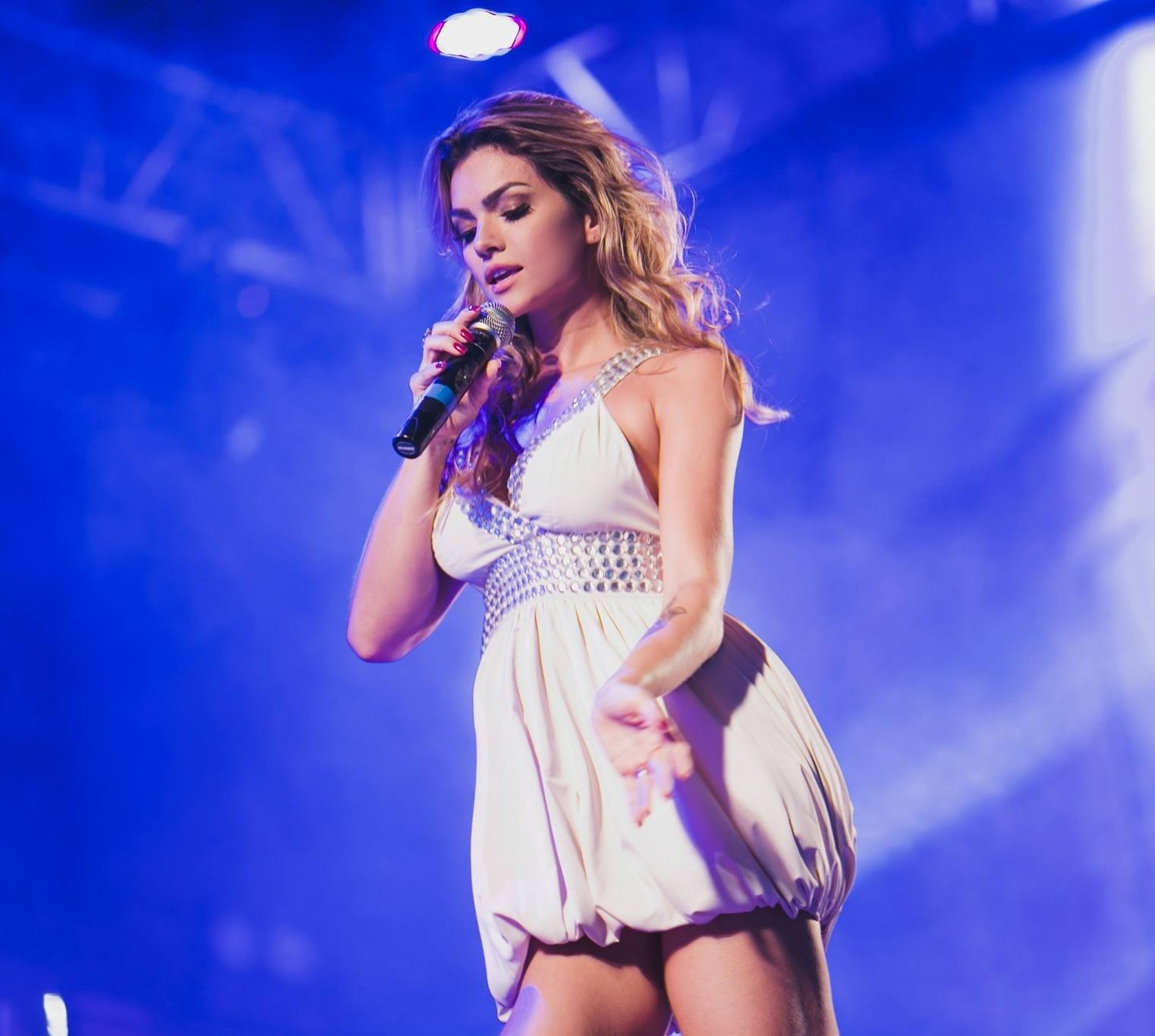
Kelly Key em 2015, durante concerto

As turnês de Kelly Key já percorreram países de todo o continente da América do Sul, além de passar pelos Estados Unidos, Portugal, Angola, Japão e Itália. Em 2002 iniciou sua primeira turnê, Kelly Key Tour, passando não só pelo Brasil, mas também por países da Europa como Portugal e Espanha, além da América Latina. Em 2003 anunciou sua segunda turnê, a Ao Vivo e do Meu Jeito, e em 2004 a turnê Por Causa de Você: O Show, estreando-a no Canecão e sob sua própria direção artística. Kelly passou pelo Japão com uma série de shows na turnê. Em 17 de julho de 2005 estreou a turnê O Filme Já Vai Começar, sua quarta série de shows, renovando seu repertório com as novas faixas. Na mesma época cantou para 50 mil pessoas na Avenida Paulista no protesto da Central Única dos Trabalhadores (CUT). Em 2006 estreia a turnê Por que Não?, passando pelo Japão pela segunda vez da carreira.
Em 2008 inicia a Turnê 100%, unindo a divulgação de sua coletânea com seu próximo disco e passando por cidades de todo Brasil e também Angola, Estados Unidos e Portugal. Em 2010, durante seu hiato da música, realizou uma turnê promocional de férias intitulada Holiday Tour, passando também por boates, sendo uma série de shows descompromissado apenas para suprir a demanda enquanto Kelly dedicava-se à carreira televisiva. Em 16 de abril de 2011 lança a turnê In the Night Tour, passando apenas por casas de show LGBT com suas antigas canções remixadas. No mesmo ano cantou para 150 mil pessoas durante a Parada gay de Florianópolis. Em 2012 realizou a Shaking Tour como a terceira parte da In the Night Tour, para promover a faixa "Shaking (Party People)".

## Oficiais

### Kelly Key Tour
Kelly Key Tour foi a primeira turnê oficial da cantora brasileira de música pop Kelly Key, iniciada em 14 de janeiro de 2002, na cidade do Rio de Janeiro, passando por outras cidades brasileiras e, na sessão internacional dos shows, em países como Argentina, Chile e Portugal. O repertório da turnê é baseado em seu primeiro álbum, o homônimo Kelly Key, adicionado ao decorrer de 2002 os remixes do disco Remix Hits.

### Desenvolvimento
"Um dia normal da cantora começa às 6h. Às vezes, a rotina de shows sequer a deixa dormir. Kelly até pediu o último dia 29 de abril inteiro para dormir, antes de encarar 48 horas seguidas de compromissos. Conseguiu, mas não descansou. Cuidou da filha no Rio."

— Reportagem da Isto É Gente sobre a rotina de shows de Kelly em 2002.
A turnê baseava seu repertório em seu primeiro álbum, o homônimo Kelly Key. Devido ao sucesso Kelly realizava cerca de 25 shows mensais, sendo que seu contrato previa no minimo dois diários, entre a sexta e o domingos. Porém na época a cantora chegava a fazer até quatro por dia, alternando os horários, que corriam entre o final da tarde e a madrugada. O cachê da turnê era um dos mais caros daquele ano, em torno de 12 mil reais, sendo que em rendimentos atualizados para a década de 2010 acentuaria-se em torno de 200 mil reais.
Segundo Kelly, durante entrevista para a Isto É Gente, ela só tinha tempo para se comer durante as entrevistas e os shows, sendo que a alimentação era composta por fast food pela falta de tempo e espaço para levar uma cozinheira particular. Entre os dias 30 e 31 de abril a cantora também realizou uma maratona de apresentações em 48 seguidas. Para promover seu primeiro álbum em língua espanhola, intitulado En Español, Kelly levou sua turnê para os países da América Latina, trazendo no repertório apenas as versões nesta língua. Na época a cantora também passou pela Angola realizar alguns concertos, onde acabou conhecendo o futebolista e empresário Jaime "Mico" Pedro Freitas, que viria a se tornar seu marido.
Em novembro de 2002 Kelly iniciou uma fase da turnê com shows em casas noturnas para promover sua coletânea de remixes, Remix Hits, trazendo apenas uma nova canção no repertório, "I Deserve It", versão da cantora estadunidense Madonna. Entre janeiro e fevereiro de 2003 Kelly viajou para a Europa e Estados Unidos para realizar diversos shows. A última data da turnê foi em 19 de fevereiro, quando Kelly se apresentou na quinquagésima quarta edição do Festival Internacional da Canção de Viña del Mar para 15 mil pessoas.

### Controvérsias
Em abril de 2002, durante um show, um dos fãs tentou tirar um brinco de Kelly à força para levar de recordação, acabando por rasgar sua orelha direita. Na ocasião a cantora desmarcou os shows seguintes para tratar-se. Em maio foi convidada para abrir os shows da turnê Dream Within a Dream Tour, da cantora Britney Spears, que passaria por cinco cidades brasileiras em setembro daquele ano. Porém isso nunca veio a acontecer, uma vez que a produção de Britney desistiu de trazer a turnê ao Brasil, encerrando-a antes.

### Atos de abertura
- Maná (apenas em Viña del Mar)[24]

### Repertorio
1. Intro
2. "Escondido"
3. "Cachorrinho"
4. "Bolada"
5. "Só Quero Ficar"
6. "Baba"
7. "Anjo"
8. "Tudo Com Você"
9. "Brincar De Amor"
10. "Quem é Você"
11. "Viajar no Groove"
12. "Baba" (remix)

1. "A Escondidas"
2. "Cachorrito"
3. "Enfadada"
4. "Sólo Quiero Quedar"
5. "Ángel"
6. "Tudo Com Você"
7. "Brincar De Amor"
8. "Quién Eres Tú?"
9. "Viajar no Groove"
10. "Babe"

1. "Escondido"
2. "Cachorrinho"
3. "Só Quero Ficar"
4. "Baba"
5. "I Deserve It"
6. "Anjo" (Summer Beat Mix)
7. "Viajar no Groove"
8. "Baba" (DJ PM Só Love Extended Mix)

### Turnê Ao Vivo e do Meu Jeito
Turnê Ao Vivo e do Meu Jeito foi a segunda turnê da cantora brasileira de música pop Kelly Key, iniciada em 19 de abril de 2003 na cidade do Rio de Janeiro, passando diversas cidades brasileiras, além do Japão e Europa. O repertório da turnê é baseado em seu segundo álbum, Do Meu Jeito.

### Desenvolvimento
"Fiz um show que foi maravilhoso, mas não tinha a minha cara. Agora quero gerenciar tudo. Até porque quem está em cima do palco sou eu e sei o que meu público quer."

— Kelly sobre a turnê em entrevista para a Revista Quem em 2003.
Durante a produção da turnê Kelly dispensou suas duas estilistas, alegando que elas impunham figurinos contra sua vontade e que não condiziam com seu estilo: "Minhas ex-estilistas me mandavam colocar roupas que eu não gostava. Aí cortei. Me visto como quero". Além disso Kelly também decidiu não contratar um diretor, passando a dirigir seu próprio show. No repertório Kelly uniu as canções de sucesso de seu primeiro álbum, com as inéditas do segundo, Do Meu Jeito, incluindo ainda algumas versões de outros artistas. As representações incluíram "Como Eu Quero", de Kid Abelha, "Ojos Asi, de Shakira", "Holiday", de Madonna, e dois medley: um com "Já Sei Namorar" e "Velha Infância", dos Tribalistas, e outro com clássicos da Jovem Guarda, com "Banho de Lua", "Estúpido Cupido" e "Biquíni de Bolinha Amarelinha", de Celly Campello. Entre 2 e 15 de maio de 2004 realizou sete shows no Japão, retornando ao país para mais dois em junho, antes de levar a turnê para a Europa, incluindo Itália, Espanha e França.

### Gravação
Em 27 de julho Kelly gravou seu primeiro DVD durante sua apresentação da turnê Canecão, trazendo na equipe seis membros na banda e sete bailarinos, tendo a coreografia criada pelo instrutor Eduardo Neves, a direção de Karina Ades e a produção da Academia de Filmes. O terceiro trabalho foi lançado em três formatos, sendo eles apenas o álbum, apenas o DVD e também um box contendo o álbum ao vivo e o álbum Do Meu Jeito, o DVD e uma fita VHS alternativa. O trabalho foi lançado em 20 de janeiro de 2004 sob o nome de Kelly Key - Ao Vivo, trazendo três versões diferentes, sendo em disco, DVD e um box especial contendo ambos.

### Atos de abertura
- Água de Fogo (apenas em Além Paraíba)[34]

### Repertorio
1. "Escondido"
2. "Adoleta"
3. Medley: "Já Sei Namorar" / "Velha Infância (cover de Tribalistas)
4. "Quién Eres Tú?"
5. "Anjo"
6. "Por Causa de Você"
7. "Como Eu Quero" (cover de Kid Abelha)
8. "Só Quero Ficar"
9. "A Loirinha, o Playboy e o Negão"
10. "Então Beija"
11. "Não Sou Tão Fácil Assim"
12. "Chic, Chic"
13. "Ojos Asi" (cover de Shakira)
14. "Holiday" (cover de Madonna)
15. "Baba"
16. Medley: "Banho de Lua" / "Estúpido Cupido" / "Biquíni de Bolinha Amarelinha"  (cover de Celly Campello)
17. "Cachorrinho"

1. "Escondido"
2. "Adoleta"
3. "Quién Eres Tú?"
4. "Anjo"
5. "Por Causa de Você"
6. "Só Quero Ficar"
7. "A Loirinha, o Playboy e o Negão"
8. "Chic, Chic"
9. "Ojos Asi" (cover de Shakira)
10. "Holiday" (cover de Madonna)
11. "Baba"
12. "Cachorrinho"

1. "Escondido"
2. "Adoleta"
3. "Anjo" (Summer Beat Mix)
4. "Só Quero Ficar"
5. "A Loirinha, o Playboy e o Negão"
6. "Chic, Chic"
7. "Ojos Asi" (cover de Shakira)
8. "Holiday" (cover de Madonna)
9. "Baba"
10. "Cachorrinho"

### Por Causa de Você: O Show
Por Causa de Você: O Show foi a terceira turnê oficial da cantora brasileira de música pop Kelly Key. Foi iniciada em 15 de agosto de 2004 na casa de shows Canecão, no Rio de Janeiro.

### Desenvolvimento
A turnê foi totalmente dirigida pela própria cantora, sendo seu segundo trabalho na direção de seus shows. Diversas modificações foram realizadas na estrutura de apresentações, dentre elas explosões de fogos e a incorporação e o apoio de dois corpos de baile diferentes: seus dançarinos adultos, intitulados Five Key, que já a acompanhavam anteriormente, e um ballet infantil de dança de rua no medley de canções da década de 1960. O repertório foi composto por canções dos dois primeiros álbuns, presentes em seu DVD Ao Vivo, trazendo também as versões de "Lindo Balão Azul", de Guilherme Arantes, "Superfantástico", do Balão Mágico, e os medleys "Já Sei Namorar" e "Velha Infância", dos Tribalistas, e "Banho de Lua", "Estúpido Cupido" e "Biquíni de Bolinha Amarelinha", de Celly Campello.
A estreia da turnê aconteceu em 15 de agosto de 2004 na casa de shows Canecão, no Rio de Janeiro, tendo na plateia a presença das atrizes Bruna Marquezine, Juliana Silveira e Ana Beatriz Cisneiros. O lançamento da turnê veio em direção ao anuncio de Kelly de que estava grávida de seu segundo filho, um mês antes, portanto realizaria uma série de shows para suprir a demanda da época em que entraria de licença-maternidade. Os shows percorram cidades brasileiras até 2 de dezembro. Na época Kelly foi questionada por fãs da Espanha se não levaria a turnê para o país, porém pela gravidez a cantora não preferiu não viajar internacionalmente.

### Recepção da crítica
Marcos Paulo Bin do portal Universo Musical foi positivo sobre o show, declarando que Kelly acertou ao atender o pedido do público em manter os primeiros sucessos no repertório, dizendo ainda que o destaque é o medley de canções da Jovem Guarda. O jornalista também declarou que Kelly manteve o sucesso pelo dinamismo no palco: "Mais do que vender bem, ela tem o mérito de manter o sucesso a cada novo trabalho. Ao contrário do que muitos disseram, Kelly Key não foi um vento passageiro".

### Repertório
1. "Escondido"
2. "Adoleta"
3. Medley: "Já Sei Namorar" / "Velha Infância (cover de Tribalistas)
4. "Lindo Balão Azul" (cover de Guilherme Arantes) / "Superfantástico" (cover de Balão Mágico)
5. "Quién Eres Tú?"
6. "Anjo"
7. "Por Causa de Você"
8. "Como Eu Quero" (cover de Kid Abelha)
9. "Só Quero Ficar"
10. "A Loirinha, o Playboy e o Negão"
11. "Então Beija"
12. "Chic, Chic"
13. "Baba"
14. Medley: "Banho de Lua" / "Estúpido Cupido" / "Biquíni de Bolinha Amarelinha"  (cover de Celly Campello)
15. "Cachorrinho"
16. "Adoleta" (remix)

### Turnê O Filme Já Vai Começar
Turnê O Filme Já Vai Começar foi a quarta turnê da cantora brasileira de música pop Kelly Key, iniciada em 7 de julho, na cidade do Rio de Janeiro, passando por outras cidades brasileiras sob o repertório baseado em seu terceiro álbum de estúdio, o homônimo Kelly Key. Kelly convidou Marlene Mattos para dirigir a série de shows, porém com a incompatibilidade acabou dirigindo ela mesma. A turnê foi baseada em uma história com começo e fim dentro do universo cinematográfico, com cenário e roupas inspiradas em filmes.

### Desenvolvimento
Durante a preparação para a turnê Kelly perdeu 25kg para retornar aos palcos, os quais ela havia ganhado na gravidez meses antes. Em entrevista ao Diário Popular ela disse que realizou uma dieta proteica, sessões de ginástica localizada e drenagem linfática: "Larguei tudo para amamentar o Vitor. Para recuperar a forma fechei a boca. Perdi 20 quilos em apenas quatro meses. Em época de turnê, consumir as 1,5 mil calorias diárias recomendadas não é fácil". Após o início da turnê Kelly passou a levar nas viagens uma barra de 8 quilos, duas caneleiras de 10 quilos cada e duas anilhas de 20 quilos cada para poder malhar nos hotéis antes de subir ao palco.
Kelly convidou Marlene Mattos para dirigir a série de shows, que recusou por conta dos compromissos, levando Kelly à realizar a direção por si mesma. A turnê foi baseada em uma história com começo e fim, onde a cantora contava uma história dentro do universo cinematográfico, com cenário e roupas inspiradas em grandes filmes clássicos como ...E o Vento Levou e Django. Kelly foi acompanhada por seus bailarinos, intitulados Five Key.
A estreia da turnê foi em 7 de julho de 2005 no Canecão, no Rio de Janeiro, repetindo o local de escolha de suas últimas duas digressões. O repertório era composto pelas faixas de seu novo álbum, incluindo "Barbie Girl", "Bad Boy", "Escuta Aqui Rapaz", "Já Não Somos Mais Livres", "Tô Te Dando Mole", "É Chamego ou Xaveco" e "Papinho", totalizando uma média de 1h15 de apresentação. Durante o show de 12 de outubro Kelly cantou junto com Felipe Dylon no no Parque de Eventos  da Universidade do Chopp.

### Recepção da crítica
A revista Isto É Gente foi positiva sobre a turnê e declarou que foi um "retorno em grande estilo para quem havia ficado sete meses afastada dos palcos". Inês Portugal do jornal Diário Popular elogiou a presença de palco de Kelly e a interação com o público, dizendo que ela era "muito simpática" e estava em uma "excelente fase" de sua carreira. Arthur Dapieve do Observatório da Imprensa revelou que o crítico inglês Alex Bellos, da MTV Europe, ao assistir Kelly disse que se ela cantasse em língua inglesa, "ia arrebentar no planeta".

### Atos de abertura
- Arlan & Thays (apenas no Rio de Janeiro)[48]
- Land of Souls (apenas em Ponta Grossa)[49][50]

### Repertório
1. Intro
2. "O Filme Já Vai Começar"
3. "Adoleta"
4. "Barbie Girl"
5. "Chic, Chic"
6. "Sou Neném"
7. "Bad Boy"
8. "Escuta Aqui Rapaz"
9. "Anjo"
10. "Por Causa de Você"
11. "Já Não Somos Mais Livres"
12. "Escondido"
13. "Tô Te Dando Mole"
14. "É Chamego ou Xaveco"
15. "Papinho"
16. "A Loirinha, o Playboy e o Negão"
17. "Baba"
18. "Cachorrinho"
19. "Barbie Girl" (bis)

### Turnê Por que Não?
Turnê Por que Não? foi a quinta turnê da cantora de música pop brasileira Kelly Key, iniciada em 25 de novembro de 2006 na casa de shows Canecão, na cidade do Rio de Janeiro, passando por várias cidades brasileiras. O repertório do disco foi baseado em seu álbum Por que Não?, lançado naquele ano.

### Desenvolvimento
Durante a preparação para a turnê Kelly decidiu renovar seus dançarinos do Five Key, visando criar novas coreografias e acreditando que precisava de um corpo de baile mais jovem. Para isso ela realizou em agosto de 2006 uma seleção para escolher os novos bailarinos, os quais deveriam ter entre 18 e 23 anos e residir no Rio de Janeiro ou mudar-se para lá caso escolhido pela rotina de ensaios. A cantora recebeu cerca de mil inscrições, das quais foram contratados seis, dentre eles Lorena Simpson, que iria a se tornar cantora futuramente. A estreia da turnê foi em 25 de novembro de 2006 no Canecão, no Rio de Janeiro como foi realizado em suas digressões anteriores. O repertório do disco foi baseado em seu álbum Por que Não?, lançado naquele ano, incluindo as novas faixas "Pegue e Puxe", "Analista", "Shake Boom", "Me Pega de Jeito", "Chamada a Cobrar", "Por que Não?" e "Toda Linda". Kelly realizou em torno de 100 shows com a turnê.

### Problemas de saúde
Em 25 maio de 2007 Kelly anuncia o cancelamento de seus próximos shows, uma vez que havia sido diagnosticada com dengue e teria que ficar de repouso por um mês. Após a recuperação Kelly retomou os ensaios para poder voltar aos palcos, porém, em 28 daquele mês, fraturou a perna em uma coreografia e teve que imobiliza-la com uma bota ortopédica, ficando mais um mês de repouso. Seu retorno à turnê foi em 21 de julho para realizar os shows de encerramento da última semana da turnê. O último show seria em 7 de outubro, porém Kelly teve uma crise alérgica e cancelou a apresentação, finalizando a turnê antes.

### Atos de abertura
- El Fuego (apenas em Natal)[57]

### Repertório
1. "Baba"
2. "Adoleta"
3. "Analista"
4. "Shake Boom"
5. "Cachorrinho"
6. "Me Pega de Jeito"
7. "Escuta Aqui Rapaz"
8. "Chamada a Cobrar"
9. "Anjo"
10. "Por Causa de Você"
11. "Por que Não?"
12. "Toda Linda"
13. "Chic, Chic"
14. "Barbie Girl"
15. "A Loirinha, o Playboy e o Negão"
16. "Demorô"
17. "Escondido"
18. "Pegue e Puxe"

### Turnê 100%
Turnê 100% foi a sexta turnê da cantora de música pop brasileira Kelly Key, sendo também a primeira digressão de compilação, voltada apenas em divulgar os antigos sucessos inclusos na coletânea 100%. Foi iniciada em 20 de janeiro de 2008 na  casa de shows Canecão, na cidade do Rio de Janeiro, passando por várias cidades brasileiras.

### Desenvolvimento
Kelly começou a produzir a turnê em dezembro de 2007, sendo a primeira produzida pela Som Livre após a mudança de gravadora. Em entrevista ao website Ego revelou que ensaiou com sua equipe até o último dia daquele ano para poderem tirar uma breve férias antes da estreia: "Passei a semana toda ensaiando com a minha banda e com o ballet para o show, que está ficando lindo. Espero novos desafios e novas conquistas". A turnê estreou em 20 de janeiro de 2008 na  casa de shows Canecão, na cidade do Rio de Janeiro. A direção foi realizada novamente por Kelly, sendo que ela também selecionou os figurinos e a sequência de trocas.
Foi a primeira digressão voltada especificamente à seus sucessos anteriores, presentes nos álbuns Kelly Key (2001), Do Meu Jeito (2003), Kelly Key (2005) e Por que Não?, como parte do processo de divulgação de sua primeira coletânea, 100%. Como inéditas na turnê foram incluídas "Super Poderosa", "Você é o Cara" e "Quando a Noite Cai", além da versão de "Can't Get You Out of My Head", de Kylie Minogue. Em alguns shows a cantora também interpretou "Agora Eu Tô Solteira", de Valesca Popozuda. Durante as viagens de shows Kelly realizava sessões de ioga para liberar a tensão. Em entrevista para o UOL também revelou que à caminho da apresentação ouvia canções de 50 Cent, Snoop Dogg, Ciara, Avril Lavigne e Charlie Brown Jr. para poder relaxar antes: "No caminho para o show, gosto de ouvir e assistir aos videoclipes de hip hop. Esses sons me ajudam a relaxar". Em setembro de 2009 se apresentou no Japão, passando pelas cidades de Gunma, Oizumi e Toyohashi.

### Gravação
Em 18 de janeiro de 2008, durante entrevista ao UOL Kelly revelou que pretendia gravar um novo DVD depois de julho. Em 20 de julho Kelly se apresenta no Citibank Hall, no Rio de Janeiro, gravando seu show, porém o trabalho nunca foi lançado ou os vídeos liberados.

### Atos de abertura
- MC Leozinho (apenas no Rio de Janeiro)[66]
- DJ Paulino Chacon (apenas em Natal)[67]
- DJ Ricardo Costa (apenas em Tupã)[68]
- DJ Fabiano (apenas no Rio de Janeiro)[66]
- Flavinha Mendonça (apenas em Vitória)[69]
- Panela Furada (apenas em Taubaté)[70]

### Repertório
1. "Super Poderosa"
2. "Pegue e Puxe"
3. "Escondido"
4. "Shake Boom"
5. "Anjo"
6. "Você é o Cara"
7. "Por Causa de Você
8. "Quando a Noite Cai"
9. "Baba"
10. "Ciúme"
11. "Can't Get You Out of My Head" (cover de Kylie Minogue)
12. "Só Quero Ficar"
13. "Barbie Girl"
14. "Analista"
15. "Agora Eu Tô Solteira" (cover de Valesca) (interpretada em shows selecionados)
16. "Chic, Chic"
17. "Adoleta"
18. "Cachorrinho"

- "A Loirinha, o Playboy e o Negão" foi apresentada apenas nos shows do Rio de Janeiro em 2008.
- "Mexe" foi apresentada apenas nos shows do Rio de Janeiro em 2009.
- "O Tempo Vai Passar" e "Indecisão (Mr. Jam Remix)" foram apresentadas na maioria dos shows a partir de maio de 2009.

## Promocionais

### Holiday Tour
Holiday Tour foi a primeira turnê promocional da cantora de música pop brasileira Kelly Key, iniciada em 16 de janeiro de 2010 em São Sebastião. A turnê não teve um álbum-base específico, sendo apenas uma forma da cantora continuar em contato com os palcos durante o período em que esteve com a carreira musical em pausa. Com a digressão Kelly voltou a se apresentar em boates LGBT, onde não realizava shows mais desde 2005.
Desenvolvimento

"Pensei  em um formato especial para essas boates. Considero o som dos clubes gays o melhor para ouvir na noite."

— Kelly em entrevista ao website Ultimate sobre o retorno aos shows em boates LGBT.
No final de 2009 Kelly rompe o contrato com sua gravadora, a Som Livre, e anuncia uma pausa na carreira musical para focar-se apenas como apresentadora, uma vez que havia assinado contrato com a Rede Record para se tornar apresentadora do Hoje em Dia. No entanto, devido à demanda de showso, Kelly decidiu lançar uma nova turnê de maneira informal, sem o compromisso de ter shows todos os finais de semana, conciliando apenas quando não tivesse gravações de seus programas. A turnê não teve um álbum-base, trazendo apenas uma compilação de seus singles lançados antes, além de uma verão pop de "Borboletas", de Victor & Leo.
A turnê estreou em 16 de janeiro de 2010 em São Sebastião. Kelly também voltou a realizar shows em boates e casas noturnas LGBT, uma vez que não se apresentava mais nas madrugadas desde 2005, quando deu à luz seu segundo filho. O show direcionado às danceterias trouxe um repertório mais enxuto, incluindo também sua nova canção, "K Diferente",  além de go-go boys e um figurino inspirado na cantora estadunidense Lady Gaga. Em 21 de abril, durante apresentação na Metrópole Club, em Recife, Kelly recebeu a participação especial da cantora Stefhany.
Recepção da crítica
O portal Ultimate destacou o público diversificado em seu show, dizendo que "a cantora é adorada por crianças, idosos e também pelos gays que imitam suas coreografias", e as canções de Kelly são populares nas apresentações, fazendo o público cantar junto. Anrea Beijo da revista Bloco Beijo disse que Kelly "conquistou o público" durante o show em Iguatu, no Ceará, e fez a melhor apresentação que já havia passado pela cidade, acrescentando que, particularmente, estava "apaixonada pelo trabalho dela" e que "conhecer ela é algo que está marcado para sempre".
Repertório
1. Intro Megamix
2. "Super Poderosa"
3. "Cachorrinho"
4. "Pegue e Puxe"
5. "Shake Boom"
6. "K Diferente"
7. "Adoleta"
8. "Can't Get You Out of My Head" (cover de Kylie Minogue)
9. "Tô Fora"
10. "Por Causa de Você"
11. "Anjo"
12. "Você é o Cara"
13. "O Tempo Vai Passar"
14. "Borboletas" (versão pop) (cover de Victor & Leo)
15. "Barbie Girl"
16. "Indecisão (Mr. Jam Remix)"
17. "Escondido"
18. "Baba"

1. "Super Poderosa"
2. "Cachorrinho"
3. "Pegue e Puxe"
4. "Shake Boom"
5. "K Diferente"
6. "Adoleta"
7. "Can't Get You Out of My Head" (cover de Kylie Minogue)
8. "Barbie Girl"
9. "Indecisão (Mr. Jam Remix)"
10. "Escondido"
11. "Baba"

### Turnê Controle
Turnê Controle foi a segunda turnê promocional da cantora de música pop brasileira Kelly Key, visando divulgar seu retorno ao cenário musical.
Desenvolvimento
Kelly anunciou que o título de sua nova digressão promocional seria Turnê Controle, visando divulgar seu novo trabalho, No Controle. Em 24 de outubro de 2014 a turnê se iniciou na boate Viva Hall, em  Juiz de Fora, com o repertório e figurino renovados. Diferente do esperado nenhuma outra canção do álbum No Controle, exceto a faixa-título, foi inserida no repertório. Foram inclusos seus singles anteriores, as canções "Ciúme" e "Só Quero Ficar", presentes em seus dois primeiros álbuns, além da versão de "O Amor e o Poder", da cantora Rosana, e das faixas em língua inglesa "Craving For the Summer" e "Shaking (Party People)". Kelly também apresentou as versões de "Show das Poderosas", de Anitta, e "Beijinho no Ombro", de Valesca. O cachê da turnê custa em média R$ 42 mil reais por concerto, sendo um dos mais altos do país.
Recepção da crítica
Stéfanie Medeiros do portal Olhar Direto foi positivo e disse que Kelly estava fazendo um show "sacudido, envolvente e renovado", trazendo "batida sensual e dançante" e "teclados estilo anos 80 e 90, refrãos com forte apelo pop e melodias doces". O portal O Documento disse que os visuais de Kelly nos shows viraram "febre" na internet e elogiou a forma física da cantora no palco.
Atos de abertura
- Dany & Diego (apenas em Nova Odessa)[92]

Repertório
1. "Escondido"
2. "Baba"
3. "Controle"
4. "Shaking (Party People)"
5. "Let It Glow"
6. "Show das Poderosas" (cover de Anitta)
7. "Beijinho no Ombro" (cover de Valesca)
8. "Barbie Girl"
9. "O Amor e o Poder"  (cover de Rosana) (remix)
10. "Craving for the Summer"
11. "Turn Around"
12. "Quarto 313"
13. "Ciúme"
14. "Só Quero Ficar"
15. "Pegue e Puxe"
16. "Cachorrinho"
17. "Adoleta"
18. "Controle" (bis)

Datas
| Data                    | Cidade             | País   | Local                                       |
| ----------------------- | ------------------ | ------ | ------------------------------------------- |
| Parte 1                 |                    |        |                                             |
| 24 de outubro de 2014   | Juiz de Fora       | Brasil | Viva Hall                                   |
| 25 de outubro de 2014   | Rio de Janeiro     | Brasil | Grêmio Unidos da Tijuca                     |
| 11 de novembro de 2014  | Itinga             | Brasil | Centro de Eventos                           |
| 29 de novembro de 2014  | Curitiba           | Brasil | Cats Club                                   |
| Parte 2                 |                    |        |                                             |
| 31 de janeiro de 2015   | Tobias Barreto     | Brasil | Carnatobias                                 |
| 16 de fevereiro de 2015 | Bacabal            | Brasil | Centro Cultural                             |
| 14 de março de 2015     | Belo Horizonte     | Brasil | NaSala                                      |
| 21 de março de 2015     | Cuiabá             | Brasil | HotSpot                                     |
| 22 de maio de 2015      | Nova Odessa        | Brasil | Praça dos Três Poderes                      |
| 20 de junho de 2015     | Balneário Camburiú | Brasil | Levion Night Club                           |
| Parte 3                 |                    |        |                                             |
| 12 de outubro de 2015   | Ilhabela           | Brasil | Campo do Peii                               |
| 17 de outubro de 2015   | Brasília           | Brasil | Estádio Nacional de Brasília Mané Garrincha |
| 15 de dezembro de 2015  | Rio de Janeiro     | Brasil | Casa de Shows da Tradição                   |

### Turnê Aumenta o Som
Turnê Aumenta o Som foi a terceira turnê promocional da cantora de música pop brasileira Kelly Key, iniciada em 14 de novembro de 2019 na casa de shows Audio Club, na cidade do São Paulo. O repertório da turnê foi baseado no EP Do Jeito Delas, lançado em 8 de novembro do mesmo ano. No entanto, em consequência da Pandemia de COVID-19, a turnê foi interrompida para atender as medidas de restrições impostas pela OMS.
Repertório
1. "Adoleta"
2. "Pegue e Puxe"
3. "Chic, Chic"
4. "Viajar no Groove"
5. "Aumenta o Som"
6. "Shake Boom"
7. "Montanha Russa"
8. "Cachorrinho"
9. "Escondido"
10. "Por Causa de Você"
11. "Anjo"
12. "A Falta que me Faz"
13. "Turn Around" / "Controle (Comando)" / "Quarto 313" / "Ciúme"
14. "Só Quero Ficar"
15. "Você É o Cara"
16. "Sou a Barbie Girl"
17. "Shaking"
18. "Let It Glow"
19. "Baba"
20. "Aumenta o Som" (bis)

Datas
| Data                    | Cidade         | País    | Local                                  |
| América                 | América        | América | América                                |
| ----------------------- | -------------- | ------- | -------------------------------------- |
| 14 de novembro de 2019  | São Paulo      | Brasil  | Audio Club                             |
| 15 de fevereiro de 2020 | Ribeirão Preto | Brasil  | Estádio Palma Travassos                |
| 16 de fevereiro de 2020 | São Paulo      | Brasil  | Avenida Marquês de São Vicente         |
| 16 de fevereiro de 2020 | São Paulo      | Brasil  | Avenida Engenheiro Luís Carlos Berrini |

## Outras apresentações notáveis
| Ano  | Cidade         | Local            | Notas |
| ---- | -------------- | ---------------- | --- |
| 2005 | São Paulo      | Avenida Paulista | Apresentação realizada em 1 de maio de 2005 para 50 mil pessoas na Avenida Paulista durante o protesto da Central Única dos Trabalhadores (CUT), onde Kelly foi madrinha. Repertório 1. "Escuta Aqui Rapaz" 2. "Adoleta" 3. "A Loirinha, o Playboy e o Negão" 4. "Por Causa de Você" 5. "Baba" 6. "Barbie Girl" |
| 2015 | Rio de Janeiro | FNAC             | Pocket show realizado em 26 de março de 2015 na livraria FNAC marcando o lançamento do disco No Controle. Repertório 1. "Controle" 2. "Turn Around" 3. "Quarto 313" 4. "Quem É" 5. "Meu Anjo" 6. "Por Causa de Você" / "Viajar no Groove" (acústico) 7. "Cachorrinho" / "K Diferente" (acústico) 8. "Ciúme" / "A Loirinha, o Playboy e o Negão" (acústico) 9. "Pegue e Puxe" / "O Problema É Meu" / "Anjo" (acústico) 10. "Shaking (Party People)" 11. "Let It Glow" |
| 2016 | Rio de Janeiro | Circo Voador     | Apresentação realizada ao lado de Anitta, interpretando suas faixas juntas em 2 de janeiro de 2016. |

## Bailarinos
Entre 2001 e 2002, durante a divulgação do primeiro álbum, Kelly tinha três bailarinos que a acompanhava nas apresentações de televisão. Em 2003 o grupo ganhou o nome de FiveKey e passou a contar com Drika Marinho, Ana Paula Paiva e Léo, além de Joe Joe e Wallace, que já trabalhavam com ela desde 2001. Em 2006 houve uma renovação do grupo através de concurso para escolher os novos dançarinos, sendo que apenas Joe Joe continuou da formação original.
1ª formação (2001–02)
- Bruno Maggio
- Jojo Vibe
- Wallace Souza

2ª formação (2003–06)
- Ana Paula Paiva
- Drika Marinho
- Jojo Vibe
- Léo
- Wallace Souza

3ª formação (2006–09)
- Lorena Simpson (2006–08)
- Jojo Vibe
- Bianca
- Bruno
- Henrique
- Patrícia